# حادث قطار الفيوم
«تصادم قطاري الفيوم» يوم السبت 11 نوفمبر 2012 نجم عن مقتل 4 مواطنين وجرح العشرات، وكان التصادم بين قطار متجه إلى الإسكندرية وآخر إلى الفيوم، ووقع بين قريتي سيلا والناصرية بمركز الفيوم. ويوجد اختلاف حول سبب الحادث، وجاري التحقيق فيه.
بعده بأيام وقع حادث قطار المندرة وأدى إلى استقالة وزير النقل رشاد المتيني ورئيس هيئة السكك الحديدية مصطفى قناوي وإحالة الأخير للتحقيق.